# Transatlantiska slavhandeln

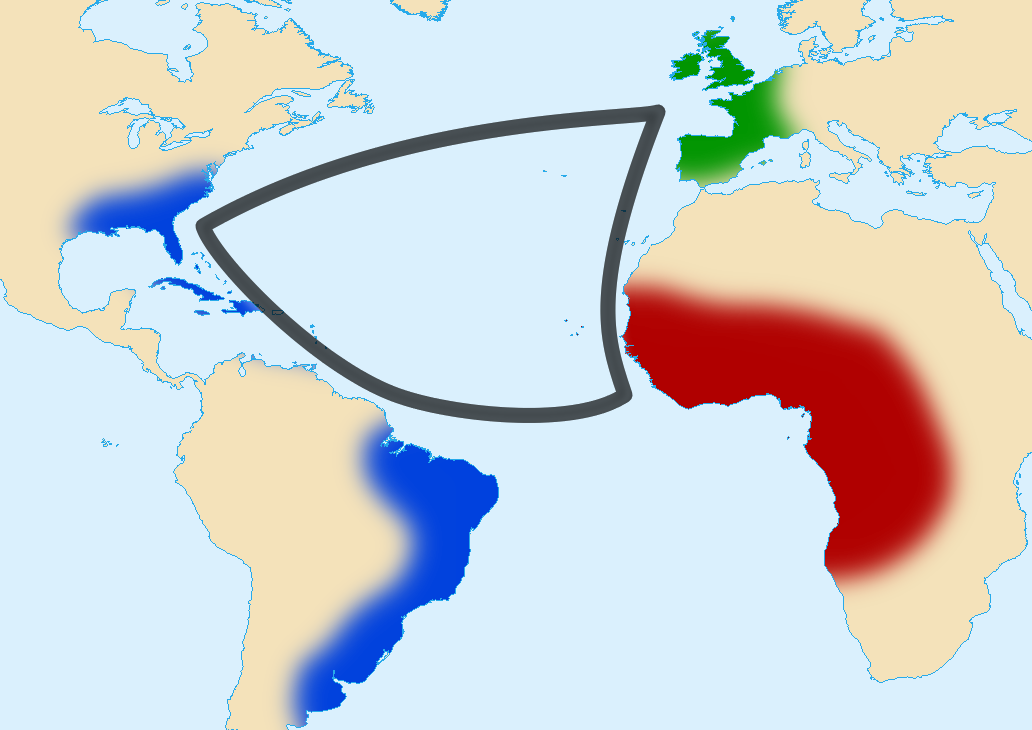
Transatlantisk slavhandel.

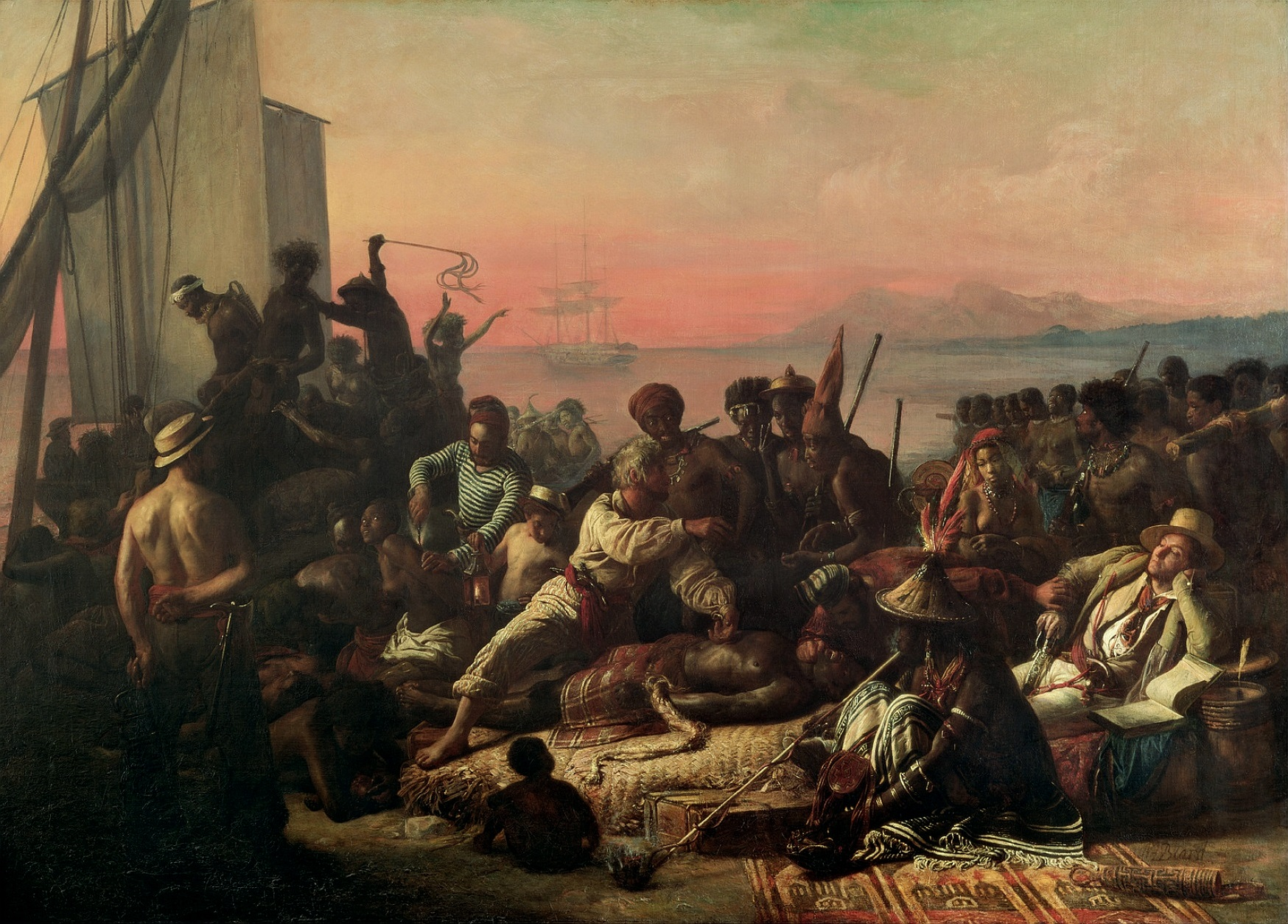
Målning av François-Auguste Biard föreställande slavhandel.

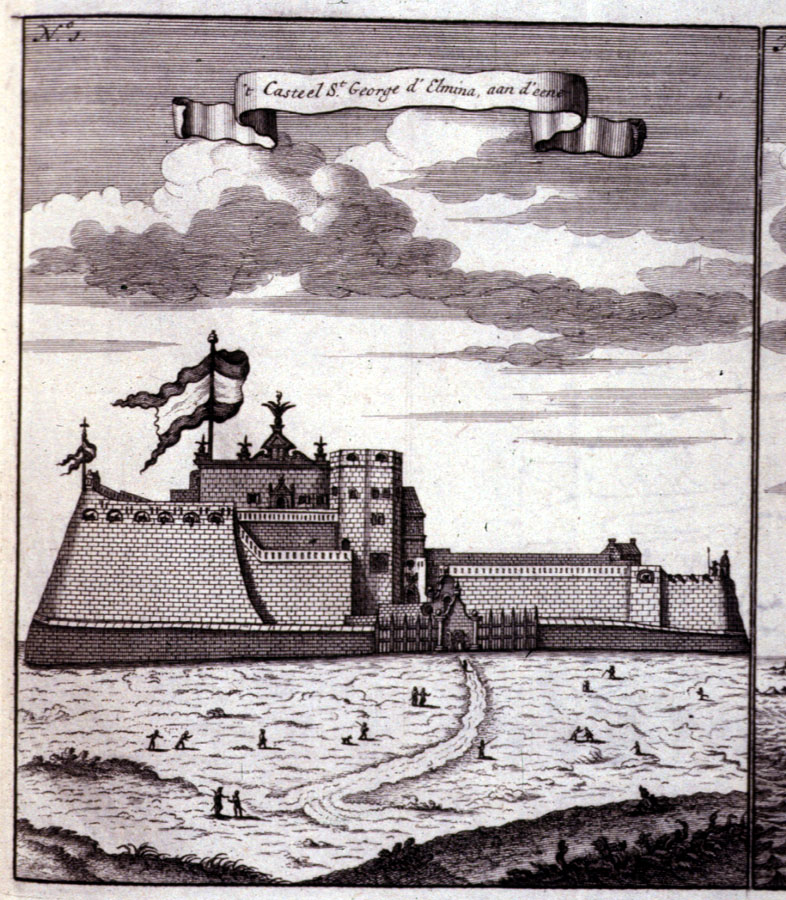
Slavfortet Castelo de São Jorge da Mina.

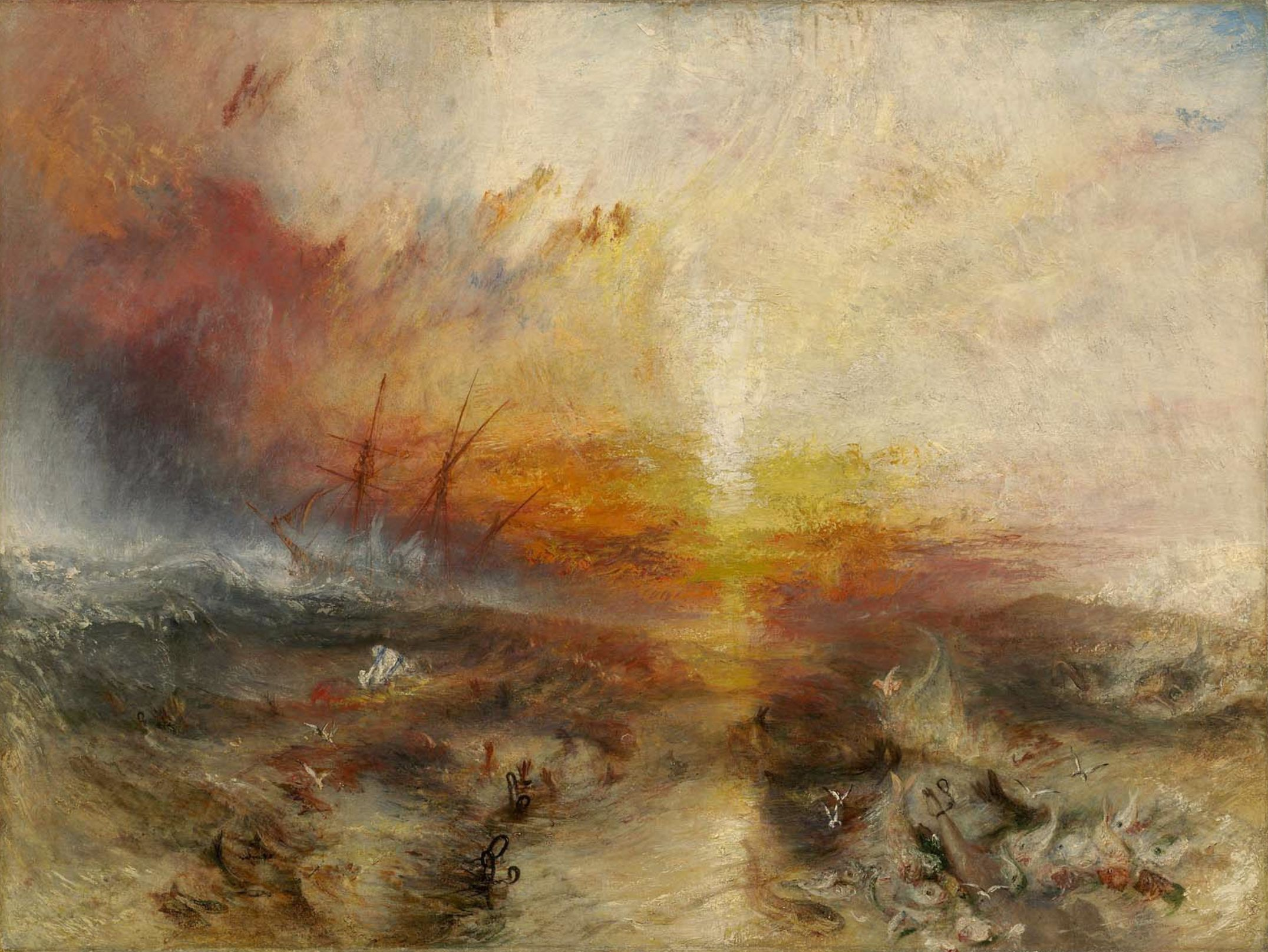
William Turners Slavskeppet (1840).

Transatlantiska slavhandeln var den transport av slavar från Västafrika över Atlanten till Amerika som pågick under tidigmodern tid, från 1500-talet, fram till 1850-talet, då slavhandeln i Västafrika och slaveri i Västvärlden förbjöds.  Slavättlingarna utgör huvuddelen av afroamerikanerna i Nordamerika, Centralamerika, Karibien och Sydamerika. 
Handeln var ett led i den så kallade triangelhandeln, där skepp anlände till Västafrika med europeiska manufakturvaror, som användes till att köpa slavar av inhemska slavhandlare; förde slavar till Amerikas plantager, varifrån de hämtade exportgrödor som bomull och tobak, som sedan fördes tillbaka till Europa. 
Transatlantiska slavhandeln betecknar den slavhandel som ägde rum på Afrikas västkust, medan den arabiska slavhandeln samtidigt ägde rum på Afrikas östkust, i form av den Indiskoceanska slavhandeln; över röda havet i form av slavhandeln på Röda havet; samt över Saharaöknen, i form av den Transsahariska slavhandeln.

## Bakgrund
Slaveri existerade sedan gammalt i Afrika liksom i de flesta andra kulturer. Afrikanska slavhandlare handlade med slavar som ofta hade tillfångatagits i krig. 
Slavhandel med utlandet hade existerat i nästan tusen år innan européerna inledde den transatlantiska slavhandeln. Den arabiska slavhandeln på Afrika inleddes redan under 700-talet under den tidiga medeltiden. Muslimer kunde inte förslava andra muslimer, och importerade därför slavar från icke muslimska områden, av vilka Afrika var ett (de övriga var Europa, Centralasien och Indien).  
Arabiska slavhandlare köpte slavar av afrikanska slavhandlare och transporterade dem sedan till slaveri i Mellanöstern, och antalet människor som föll offer för den arabiska slavhandeln på Afrika beräknas till mellan 11 och 14 miljoner.
I det kristna Europa förslavade man endast icke kristna personer, och hade därför länge endast hämtat slavar från hedniska delar av Europa, som krympte allteftersom Europa kristnades under medeltiden. Under 1440-talet, när slavhandeln på Svarta havet och slavhandeln på Balkan först avtog och sedan slutligen stängdes för europeisk import och omdirigerades till Mellanöstern, började portugiserna istället att importera sina slavar från den transsahariska slavhandeln via Libyen och sedan direkt från Afrika, vilket efter Europas upptäckt av Amerika 1492 utvecklades till den transatlantiska slavhandeln. Denna slavhandel legitimerades av Dum Diversas.

## Förlopp
När européer från 1500-talet koloniserade Amerika, började även de driva slavhandel med inhemska afrikanska slavhandlare för att skaffa slavarbetskraft till plantagerna i Amerika. 
Tillvägagångssättet var till stora delar detsamma som de arabiska slavhandlarnas. Européerna grundade slavfort vid kusterna, som fungerade som en slags handelstationer. 
De slöt sedan handelsavtal med inhemska afrikanska makthavare och slavhandlare. Afrikanska slavhandlare tillfångatog människor som fördes till de europeiska slavforten nere vid kusten. I slavforten såldes de till europeiska slavhandlare. De europeiska slavhandlarna skeppade sedan slavarna över Atlanten med hjälp av slavskepp, och sålde dem vid ankomsten till USA eller kolonierna i Västindien eller Latinamerika. 
Kända centrum för slavhandeln var slavkusten och Gorée. Många inhemska afrikanska stater agerade mellanhänder och tillfångatog afrikaner av för dem främmande kulturer, som de sålde till de europeiska slavhandlarna i slavforten. 
Bland de afrikanska stater som nämns som medverkande i slavhandeln finns Arokonfederationen, Ashantiriket, Bamanariket, Kungariket Benin, Bonostaten, Igalafolket, Imbangalas Kungariket Kasanje (även kallad Kungariket Jaga); Kaabu, Khasso, Oyoriket, och framför allt Dahomey, som fick dåligt rykte i Afrika på grund av sin omfattande slavhandel. 
Utöver inhemska afrikanska härskare kom även en inhemsk slavhandlarklass så som signare, ättlingar till européer och afrikaner, att spela en stor roll. De afrikanska slavhandlarna tillfångatog inte personer tillhörande deras egen etnicitet, utan afrikaner ur andra kulturer, som de uppfattade som utlänningar och alltså såg som legitima att förslava. De afrikanska stater som bedrev denna slavhandel, som Dahomey, förbjöd ofta strängt att deras egna medborgare såldes till de europeiska slavhandlarna. 
De oerhört svåra förhållandena på slavskeppen, där människor packades tätt invid varandra under den långa resan över Atlanten, ledde till att ett stort antal människor avled under resan från Afrika till Amerika. 
Traditionellt brukar Portugal anses ha påbörjat den Transatlantiska slavhandeln genom att fullfölja en slavfärd mellan Afrika och Brasilien år 1526. De första afrikanska slavarna exporterades till Amerika till spanska Haiti år 1502; till Kuba 1513 och Jamaica år 1518. De första afrikanska slavarna som exporterades till Nordamerika anlände till den spanska kolonin San Miguel de Gualdape i South Carolina eller Georgia år 1526.

### Slavmarknaden
Den transatlantiska slavhandeln kom att handla med i stort jämförbara mängder människor som den arabiska slavhandeln , men den skilde sig från den arabiska slavhandeln genom sin könsfördelning: i den förra gick det två kvinnor på varje man, i den senare två män för varje kvinna.
Skillnaden berodde på slavhandelns natur, då den arabiska slavhandeln fokuserade på slavar avsedda för sexuellt slaveri och hushållsarbete i haremen och därför fokuserade på kvinnor, medan den transatlantiska slavhandeln istället lade fokus på hårt kroppsarbete inom plantage- och jordbruksdriften, och därför fokuserade på män. 
Av de 45 etniska afrikanska grupper som kan identifieras som offer för den transatlantiska slavhandeln, bestod de tio främsta av, i storleksordning: BaKongo (Kongo); Mandé (norra Guinea); Gbespråkiga Fon, Ewe, Adja och Mina (Togo, Ghana och Benin); Akan (Ghana och Elfenbenskusten); wolof (Senegal och Gambia); Igbo (sydvästra Nigeria); Ambundu (Angola); Yoruba (sydvästra Nigeria och Benin); Tikar och Bamileke (Kamerun); och Makua (Moçambique).
De europeiska länder som handlade med slavar var främst (uppräknade i storleksordning): Portugal, Storbritannien, Frankrike, Spanien och Nederländerna. 
Nästan alla slavar exporterades till de amerikanska kolonierna och USA. Endast några få följde med till själva Europa. De flesta europeiska länder som tillät slaveri i sina kolonier, förbjöd slaveri inom sitt eget lands gränser, vilket innebar att en slav automatiskt blev fri så fort de anlände till själva Europa. Det fanns dock en mindre marknad för så kallade morianer (Kammermohr) som tjänare vid furstehov under 1600- och 1700-talet, så enstaka afrikanska slavar fördes ändå till Europa. 
Slavhandeln var som störst under 1700-talet. Efter sekelskiftet 1800 började den minska i snabb takt.

## Upphörande
Efter sekelskiftet 1800 började slavhandeln minska.  Kanada förbjöd slavhandeln genom Act Against Slavery 1793, Storbritannien genom Slave Trade Act 1807 och USA genom Act Prohibiting Importation of Slaves samma år.
Den brittiska Royal Anti-Slave Squadron började från 1808 kväva den afrikanska slavhandeln genom att borda slavskepp och förstöra slavfort. Från 1819 fram till 1867 samarbetade Storbritannien och USA genom sin Blockade of Africa för att blockera all slavhandel, något som ledde till att den började dö ut.
När Brasilien slutligen förbjöd sin slavhandel år 1850 upplevde den transatlantiska slavhandeln sin slutgiltiga nedgång. Det sista slavskeppet till USA var slavskeppet Clotilda, som anlände illegalt till Mobile i Alabama någon gång mellan hösten 1859 och 9 juni 1860. 
Den arabiska slavhandeln på Afrika kom dock att fortsätta till in på 1960-talet, så slaveri i Saudiarabien, slaveri i Jemen och slaveri i Oman inte avskaffades förrän mellan 1962 och 1970.

## Bilder

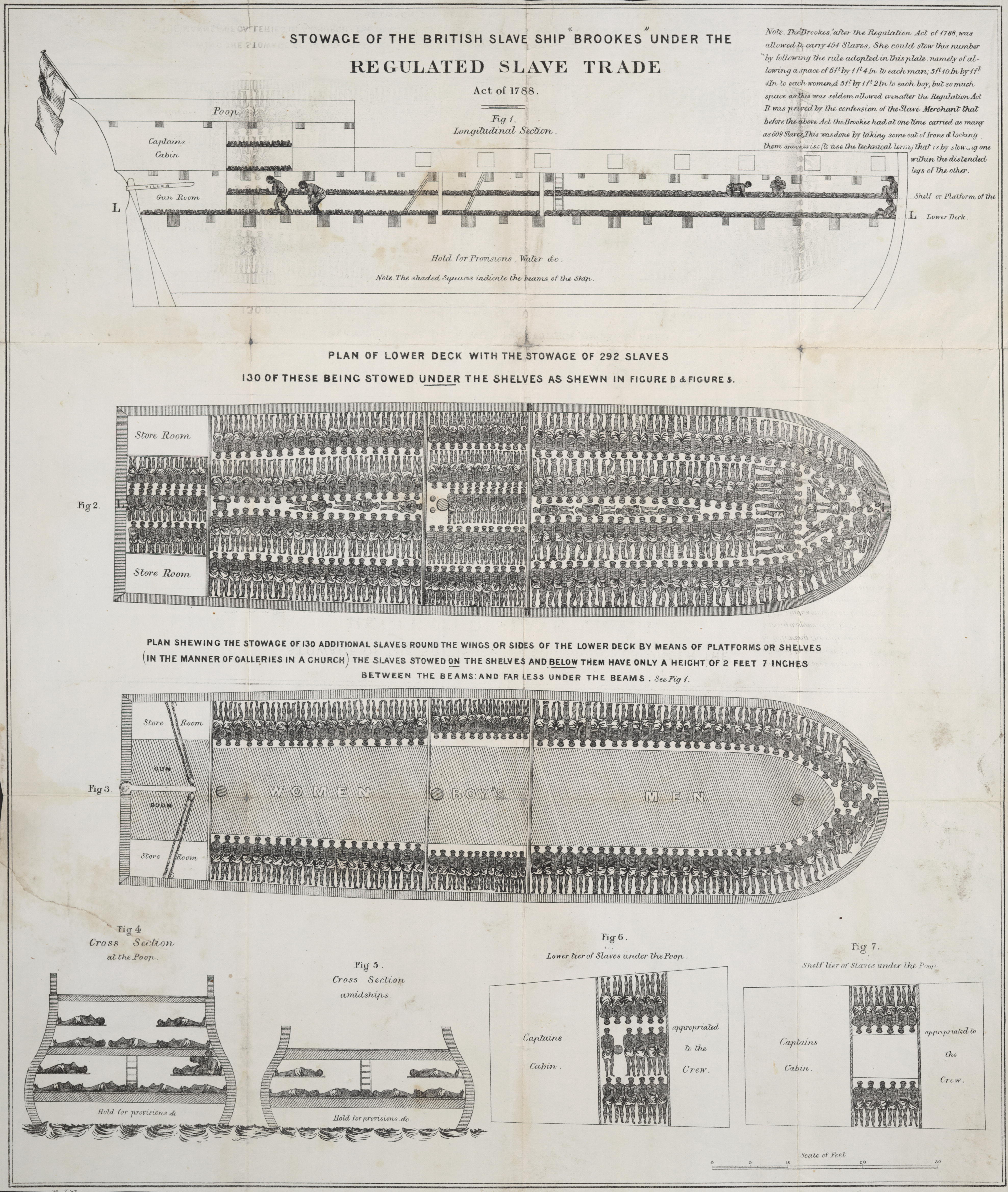
Slavskeppet Brookes.
Bild over hur slavarna transporterades ombord på skeppen.